# Xã Mirage, Quận Kearney, Nebraska
Xã Mirage (tiếng Anh: Mirage Township) là một xã thuộc quận Kearney, tiểu bang Nebraska, Hoa Kỳ. Năm 2010, dân số của xã này là 890 người.